# Kathryn Lewek
Kathryn Lewek (* 25. Oktober 1983) ist eine US-amerikanische Koloratursopranistin.

## Leben und Wirken
Kathryn Lewek studierte Gesang an der Eastman School of Music in Rochester (New York).
Zu ihrem Repertoire zählen u. a. Partien wie die Königin der Nacht (Die Zauberflöte), „Gilda“ (Rigoletto) „Teresa“ (Benvenuto Cellini), „Poppea“ Agrippina und „Rosina“ (Il barbiere di Siviglia) sowie die Titelpartien in Maria Stuarda und Lucia di Lammermoor.
Sie sang u. a. an der Metropolitan Opera, der Deutschen Oper Berlin, der Wiener Staatsoper, dem Teatro Real in Madrid, der English National Opera, der Lyric Opera of Chicago sowie beim Festival d’Aix-en-Provence und bei den Bregenzer Festspielen. 2019 sang sie bei den Salzburger Festspielen die „Eurydice“ in Orphée aux enfers.
Wenige Wochen nachdem Kathryn Lewek ihr Kind per Kaiserschnitt zur Welt gebracht hatte, war Kathryn Lewek im August 2019 im Rahmen ihrer Rolle als Eurydice bei den Salzburger Festspielen mit einer Bodyshaming-Attacke von mehreren Opernkritikern ausgesetzt. Sie konterte die öffentliche Kritik an ihrem Körper mutig und offen. Die US-amerikanische Sopranistin wurde zur Ansprechperson für andere Sängerinnen, die Opfer von Bodyshaming wurden.
Lewek war Ensemblemitglied an der Deutschen Oper Berlin und konzertiert außerdem mit zahlreichen internationalen Orchestern.